# Hugh Cholmondeley, 1:e earl av Cholmondeley
Hugh Cholmondeley, 1:e earl av Cholmondeley, född 1662, död den 18 januari 1725, var en engelsk adelsman och politiker.
Cholmondeley var äldste son till Robert Cholmondeley, 1:e viscount Cholmondeley och Elizabeth Cradock. År 1681 efterträdde han sin far som 2:e viscount Cholmondeley. Han stödde Vilhelm III av Englands och Maria II av Englands anspråk till den engelska tronen och belönades med att utnämnas till baron Cholmondeley av Namptwich, vilket gav honom en plats i Brittiska överhuset. År 1706 blev han medlem i Privy Council och kom därmed att direkt påverka den brittiska politiken. Han upphöjdes till viscount Malpas och earl av Cholmondeley i grevskapet Cheshire.
Lord Cholmondeley dog i januari 1725. Han gifte sig aldrig och efterlämnade sina titlar till sin yngre bror, George.